# Премія Американського інституту кіномистецтва (2009)
13 грудня 2009 року Американський інститут кіномистецтва оголосив 10 найкращих фільмів та 10 найкращих телевізійних програм за 2009 рік. Найкращих обирало журі з експертів інституту, до якого увійшли кінознавці, критики та артисти. Урочиста церемонія відбулась 15 січня 2010 року в Лос-Анджелесі.

## 10 найкращих фільмів
- Вище неба / Up in the Air
- Володар бурі / The Hurt Locker
- Вперед і вгору / Up
- Кораліна у Світі Кошмарів / Coraline
- Посланець / The Messenger
- Похмілля у Вегасі / The Hangover
- Самотній чоловік / A Single Man
- Серйозна людина / A Serious Man
- Скарб / Precious
- Цукор / Sugar

## 10 найкращих телевізійних програм
- Американська сімейка / Modern Family
- Божевільні / Mad Men
- Велике кохання / Big Love
- Вогні нічної п'ятниці / Friday Night Lights
- Жіноче детективне агентство №1 / The No.1 Ladies’ Detective Agency
- Майстри вечірок / Party Down
- Медсестра Джекі / Nurse Jackie
- Реальна кров / True Blood
- Теорія великого вибуху / The Big Bang Theory
- Хор / Glee